# Комітет США з прав людини в Північній Кореї
Комітет США з прав людини в Північній Кореї (англ. U.S. Committee for Human Rights in North Korea) — неурядова організація у США, яка зайнята вивченням та поширенням інформації про ситуацію з правами людини в КНДР. Була заснована у жовтні 2001 року.

## Мета організації
Згідно з офіційним сайтом організації, вона ставить перед собою такі цілі:
1. Закриття північнокорейських концтаборів.
2. Відкриття кордонів Північної Кореї.
3. Інформування громадян КНДР.
4. Сприяти створенню «кодексу поведінки» у компаній, що інвестують в Північну Корею.
5. Сприяти правозахисним організаціям та незалежним ЗМІ, які хочуть отримали можливість в'їзду в КНДР.
6. Нагодувати голодних північнокорейців.
7. Підтримувати північнокорейську владу, якщо вона буде сприяти поліпшенню ситуації з правами людини.

## Публікації
HRNK випустив чотири публікації, присвячені проблемам північнокорейських концтаборів, голоду у КНДР та біженців з Північної Кореї:
- The Hidden Gulag: Exposing North Korea's Prison Camps Prisoners' Testimonies and Satellite Photograph (2003)
- Hunger and Human Rights: The Politics of Famine in North Korea (2005)
- Failure to Protect: A Call to the UN Security Council to Act in North Korea (2006)
- The North Korean Refugee Crisis: Human Rights and International Response (2006)
- Legal Strategies for Protecting Human Rights in North Korea (2007)